# Maildrop
Maildrop ist ein Mail Delivery Agent (MDA) und Mailfilter für Mailserver, der als MDA des Courier Mail Servers entstand, aber zur Verwendung mit anderen Mail Transfer Agents und Message Stores auch separat erhältlich ist und zu diesem Zweck neben Maildir auch mbox unterstützt.
Maildrop kann E-Mails anhand diverser Eigenschaften filtern, wie zum Beispiel:
- Absenderadresse
- Adressat
- Betreffzeile
- Inhalt der E-Mail
- Spam (im Verbund mit Spamerkennungsprogrammen wie SpamAssassin)

Maildrop wird häufig als Alternative zu procmail genutzt, da es auch aktiv betreut wird und im Gegensatz zu procmail eine weit mächtigere und verständlichere Syntax unterstützt, die der von Perl ähnelt. So unterstützt maildrop beispielsweise sehr mächtige Verzweigungen mittels if–elseif–else.

## Beispiel
Das folgende Beispiel für eine $HOME/.mailfilter leitet eingehende E-Mails an SpamAssassin weiter und sortiert sie danach entsprechend der Markierungen.
```
if
 
(
 
$SIZE
 
<
 
262144
 
)

{

         
xfilter
 
"/usr/bin/spamassassin"

}

if
 
(
/^X-Spam-Status: *YES/
)

{

         
to
 
"Maildir/.Spam"

}

else

{

         
to
 
"Maildir/"

}

```

Erläuterung: Als erstes wird geprüft, ob die Nachricht kleiner als 256 kB (262144 Bytes) ist, um SpamAssassin nicht mit zu großen Nachrichten zu belasten. Erfüllt sie das Größenkriterium, wird sie nun über das Kommando xfilter per Pipe an SpamAssassin weitergereicht.
Danach wird überprüft, ob SpamAssassin die Nachricht als Spam markiert hat (X-Spam-Flag: YES). Für diesen Fall wird die Nachricht in den Ordner .Spam im Maildir sortiert, anderenfalls wird sie ganz normal in die Maildir zugestellt.